# 圣戈阿泽克
圣戈阿泽克（法語：Saint-Goazec，法語發音：[sɛ̃ ɡwazɛk]）是法国菲尼斯泰尔省的一个市镇，属于沙托兰区。

## 地理
圣戈阿泽克（48°9'45"N, 3°47'3"W）面积33.76 平方千米，位于法国布列塔尼大區菲尼斯泰尔省，该省份为法国最西部的省份，位于布列塔尼半岛西部，北西南三面环大西洋，东临阿摩尔滨海省和莫尔比昂省。
与圣戈阿泽克接壤的市镇（或旧市镇、城区）包括：鲁杜阿莱克、法乌新堡、拉兹、勒昂、斯佩泽特。

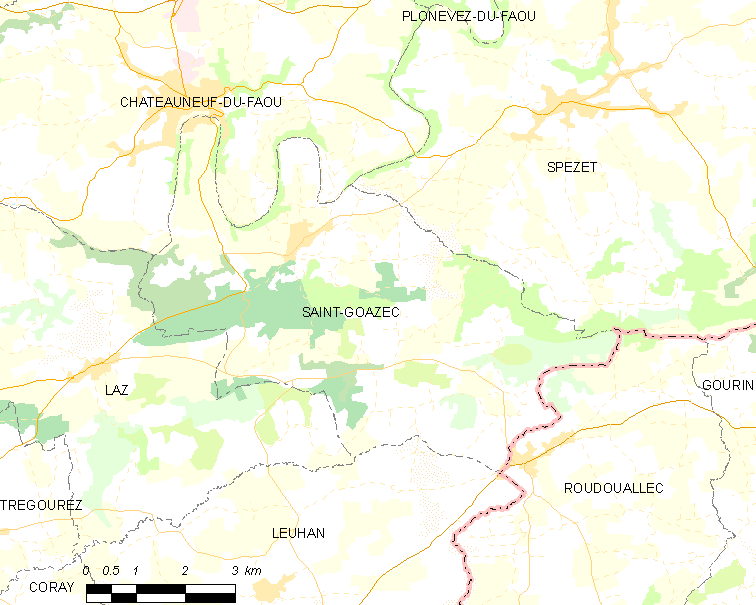
圣戈阿泽克的OSM定位图

圣戈阿泽克的时区为UTC+01:00、UTC+02:00（夏令时）。

## 行政
圣戈阿泽克的邮政编码为29520，INSEE市镇编码为29249。

## 政治
圣戈阿泽克所属的省级选区为布列克县。

## 人口

1962-2008年间圣戈阿泽克人口变化图示

圣戈阿泽克于2022年1月1日时的人口数量为730人。